# Sint-Christinakerk
De Sint-Christinakerk is een kerkgebouw in Eijsden, in de Nederlands Zuid-Limburgse gemeente Eijsden-Margraten. Het kerkgebouw bevindt zich aan het plein de Vroenhof. Aan dit plein lag reeds in de 12e eeuw een gebouwencomplex met een bestuurscentrum en rechtbank en was het hier eeuwenlang het bestuurlijke en kerkelijke centrum van dit gedeelte van het dal van de Maas. Ongeveer 500 meter verderop bevindt zich de Sint-Martinuskerk.
Het gebouw bestaat uit een mergelstenen toren zonder geledingen, waarbij de toren hoger is gebouwd dan de kerk en een driebeukig schip met een koor.
De kerk is een rijksmonument en gewijd aan Sint-Christina.

## Geschiedenis
In 1389 en 1393 werd Eijsden, en waarschijnlijk ook deze kerk, geplunderd en in brand gestoken door de troepen van Jan van Heinsberg en Hendrik van Meurs. De mergelstenen toren dateert uit de 14e eeuw.
In 1483 werd de kerk opnieuw in brand gestoken.
Op 18 juni 1509 werd de kerk opnieuw gewijd.
In de periode 1508 tot en met 1853 zou de kerk meer dan 300 jaar fungeren als simultaankerk, waar protestanten en katholieken hun erediensten hielden. Vanaf 1775 maakten ook de Lutheranen gebruik van dit kerkgebouw en vanaf 1790 gebruikte ook de Waalse gemeente de kerk voor haar religieuze bijeenkomsten.
In de 17e eeuw werd de torenspits vernieuwd.
In 1851 werden er ingrijpende verbouwingen gepleegd, waarbij de middeleeuwse kerk werd vervangen door een neoclassicistisch gebouw. Van deze verbouwingen dateren de bakstenen buitenmuren met rondboogvensters.
In 1896 werd de toren gerestaureerd. De toren is alleen via de kerk toegankelijk. Vroeger was dat via een grote rondboogdoorgang, thans een deur met hardstenen omlijsting met een ellipsboog.

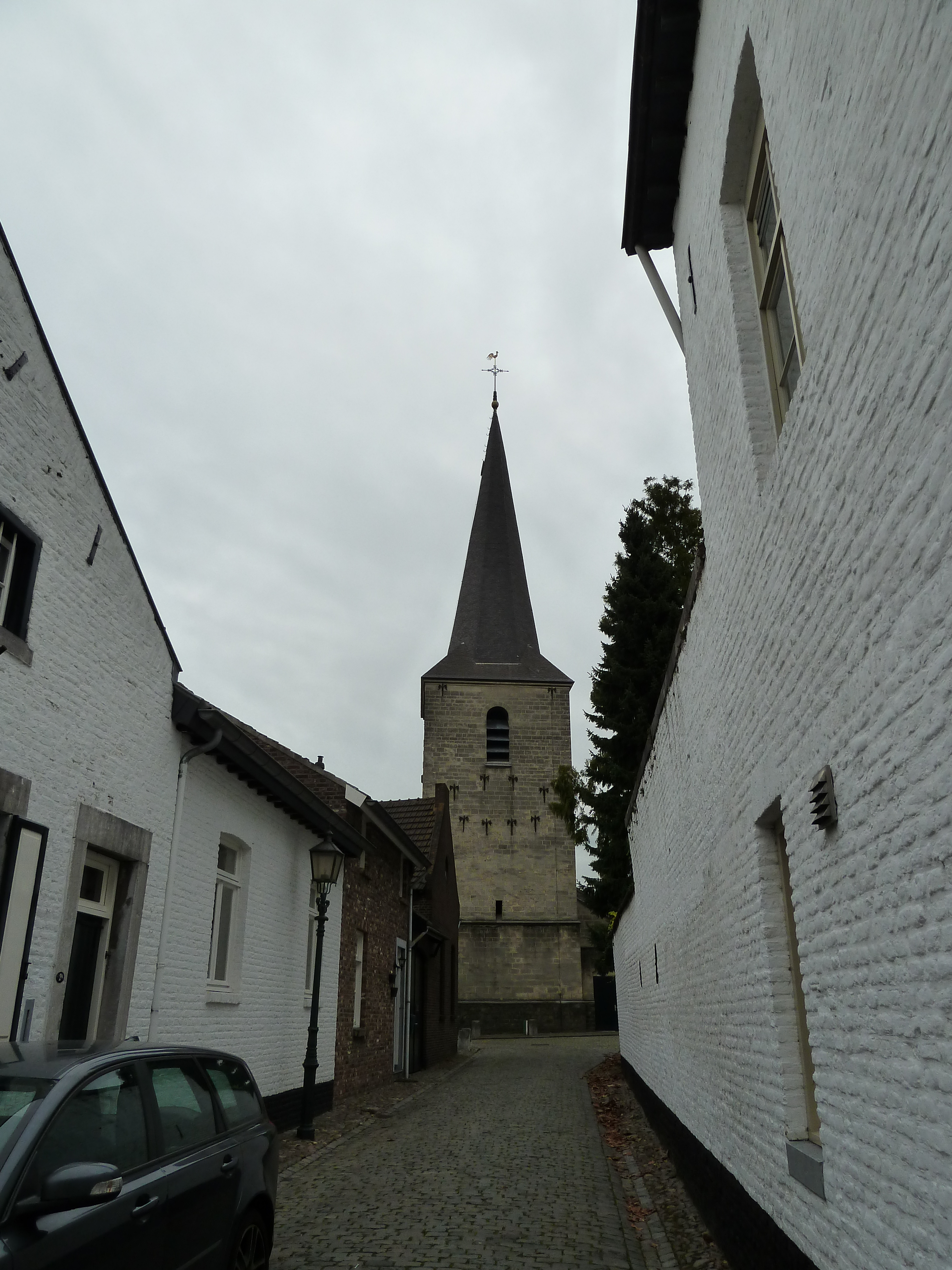